# Harun al-Raschid und Zubaida im Bade
Harun al-Raschid und Zubaida im Bade ist eine Erzählung aus den Geschichten aus Tausendundeiner Nacht. In der Arabian Nights Encyclopedia wird die Geschichte als ANE 111 gelistet (→ Tausendundeine Nacht – Liste der Geschichten).
In der Kurzgeschichte beobachtet der fünfte Abbasiden-Kalif Harun al-Raschid seine Gattin Zubaida bint Dschaʿfar beim Bad und dichtet zusammen mit dem Dichter Abu Nuwas über sie ein Gedicht. Die Geschichte findet sich in weiteren Varianten mit Änderungen bereits bei Hamza al-Isfahanis (gest. nach 961) Diwan von Abu Nuwas und in Abu l-Faradsch al-Isfahanis (gest. 967) Buch der Lieder und ist nach Ansicht des Semitisten Arthur Schaade ein Beispiel für die zeitliche Fortentwicklung und Anpassung von literarischen Geschichten an die damals jeweilige Gegenwart.

## Handlung
Der Kalif Harun al-Raschid war seiner Gattin Zubaida in Liebe zugetan und errichtete ihr einen Lustgarten mit einem Teich, um den Bäume gepflanzt wurden, die so eng standen und deren Blätter so dicht waren, dass man ungesehen dort baden konnte. Genau das tat Zubaida an einem Tag, ging zum Teich und legte ihre Kleider ab, wobei das Wasser so flach war, dass sie aufrecht stehen konnte. Zubaida schöpfte sich Wasser mit einer silbernen Kanne auf den Leib. Doch Harun al-Raschid hörte davon und ging aus seinem Schloss hinunter zum Lustgarten und beobachtete durch die Blätter seine nackte, badende Gattin. Als Zubaida ihn entdeckte, bedeckte sie schamvoll ihren Schoß, doch gelang es ihr nicht ganz, da er groß und rund war.
Da begann Harun al-Raschid über seine Gattin Verse zu erdichten, doch es fiel ihm nur wenig ein und so bat er den Dichter Abu Nuwas ihm zu helfen. Dieser half ihm und beendete zur Zufriedenheit des Kalifen das Gedicht über dessen Gattin.

## Herkunft und Entwicklung
In der frühmittelalterlichen Zeit waren bereits verschiedene Varianten der Geschichte im Umlauf. So erwähnt etwa Hamza al-Isfahani (gest. nach 961) in seinem „Diwan von Abu Nuwas“ (Sarḥ akhbār Abū Nuwās), einem Kommentar zu den gesammelten Gedichten von Abu Nuwas, die Erzählung; genauso wie Abū l-Faradsch al-Isfahānī (gest. 967) in seinem Buch der Lieder (Kitab al-Aghani). Beide geben ihre Berichte mit aus dem Hadith bekannten Überlieferungsketten als Quellen an, die sich voneinander unterscheiden.
- In Hamza al-Isfahanis Fassung stieg der Kalif Harun al-Raschid eines Tages von seinem Palast hinab und fand eine seiner Sklavinnen nackt beim Baden vor. Als sie ihn bemerkte, bedeckte sie ihre Scham, während al-Raschid begann über sie Verse zu dichten und dazu die Hilfe von Abu Nuwas in Anspruch nahm. Daraufhin beschenkte er den Dichter, nahm die Sklavin, die nur eine Köchin war, und vollzog mit ihr den Geschlechtsverkehr. Er schwängerte sie und sie kam in seine Gunst und wurde eine der Mütter seiner Kinder.[3]

- Die im von Abu l-Faradsch al-Isfahani Buch der Lieder stehende Fassung weicht noch weiter von der Version in Tausendundeine Nacht ab. Hier handelt es sich bei der badenden Frau ebenfalls nicht um Zubaida bint Dscha'far, sondern wie bei Hamza al-Isfahani um eine namenlose Sklavin, allerdings ist nicht Harun al-Raschid der Protagonist, sondern sein Vater, der dritte Abbasiden-Kalif Al-Mahdi (um 744–785, reg 775–785) und der Dichter auch nicht Abu Nuwas, sondern al-Mahdis Gegenspieler Baschar ibn Burd. Von der weiteren Entwicklung wie in obiger Variante, ist keine Rede.[5]

Der Semitist Arthur Schaade sieht in den drei verschiedenen Erzählvarianten ein klassisches Beispiel der Weiterentwicklung bzw. Anpassung einer Geschichte an die damalige Zeit. Seiner Ansicht nach war die Version, von Abu l-Faradsch al-Isfahani zuerst da und bezog sich entsprechend lediglich auf den dritten Abbasiden-Kalifen al-Mahdi (gest. 785), ehe sie später, als die Erinnerung an al-Mahdi bereits verblasst war, auf seinen Sohn Harun al-Raschid übertragen wurde. In der Version von Tausendundeine Nacht folgte dann eine weitere Ausschmückung, indem aus der namenlosen Sklavin die Kalifengattin Zubaida wurde.
Aus Sicht von Ulrich Marzolph, Richard van Leeuwen und Hassan Wassouf ist die Geschichte ein Beispiel für Erzählungen, in denen der ursprüngliche Protagonist in den Tausendundeiner Nacht durch Harun al-Rashid ersetzt wird, wobei immer mehr Geschichten in Tausendundeine Nacht mit dem berühmten Herrscher verknüpft wurden.

## Rezeption
Harun al-Raschid und Zubaida im Bade findet sich nicht in der Galland-Handschrift, der ältesten erhaltenen arabischen Handschrift, aber in den ägyptischen Handschriften sowie den meisten arabischen Druckausgaben des frühen 19. Jahrhunderts. Richard Francis Burton und Enno Littmann nutzten für die Einbindung der Geschichte in ihre Sammlungen die Kalkutta-II-Edition.

## Ausgaben
- Enno Littmann: Die Erzählungen aus den tausendundein Nächten, Insel Verlag, Frankfurt 1968, Band 3.